# Маріка блискотлива
Ма́ріка блискотлива (Cinnyris habessinicus) — вид горобцеподібних птахів родини нектаркових (Nectariniidae). Мешкає в Східній Африці та на Аравійському півострові.

## Опис

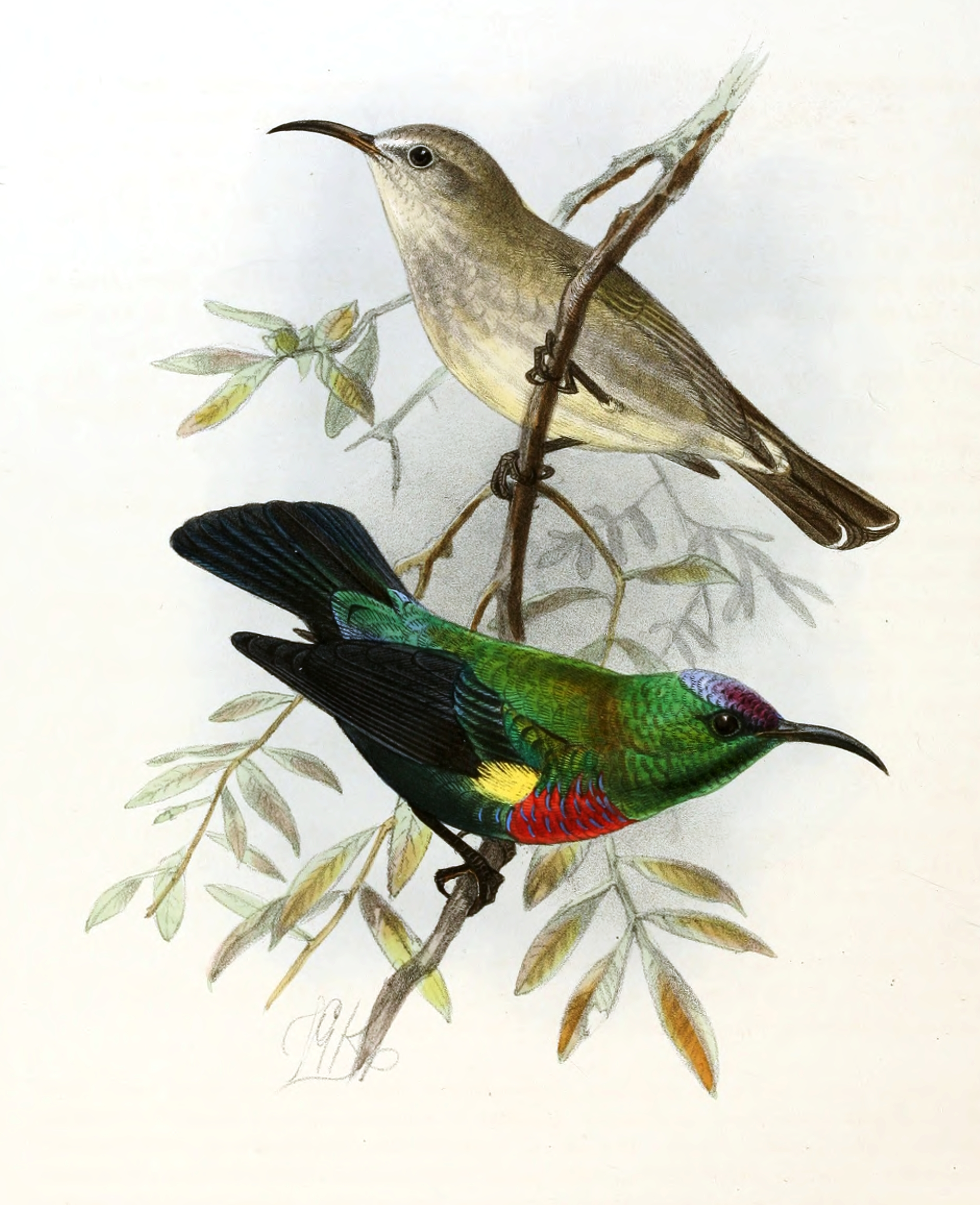
Блискотиливі маріки

Довжина птаха становить 11,5–13 см, вага 7-12 г. Виду притаманний статевий диморфізм, самиці дещо менші за самців. Забарвлення дорослих самців чорнувате із яскраво-зеленим (місцями пурпуровим) металево-блискучим відтінком. На грудях червоний "комірець", окаймлений синьо-зеленою смужкою. Горло, крила, хвіст і нижня частина тіла тьмяніші. На грудях з боків жовті плямки. Тім'я металево-блискуче, фіолетове або синє. самиці мають сірувате або коричневе забарвлення. Очі темно-карі, дзьоб чорний, вигнутий, лапи чорні.

## Підвиди
Виділяють п'ять підвидів:
- C. h. kinneari Bates, GL, 1935 — захід Саудівської Аравії;
- C. h. hellmayri Neumann, 1904 — крайній південний захід Саудівської Аравії (поблизу міста Наджран), Ємен і західний Оман (мухафаза Дофар);
- C. h. habessinicus (Hemprich & Ehrenberg, 1828) — від Халаїбського трикутника на південь до Еритреї і північної Ефіопії;
- C. h. alter Neumann, 1906 — східна Ефіопія і північне Сомалі;
- C. h. turkanae Van Someren, 1920 — схід Південного Судана, південна Ефіопія, південне Сомалі, північна Кенія і північно-східна Уганда.

Деякі дослідники виділяють аравійські підвиди у вид Cinnyris hellmayri.

## Поширення і екологія
Блискотливі маріки мешкають в сухих тропічних і субтропічних лісах і чагарникових заростях, на кам'янистих схилах, у ваді, на полях і плантаціях, в садах. Зустрічаються на висоті до 1980 м над рівнем моря в Ефіопії та на висоті до 2300 м над рівнем моря в Ємені. Живляться нектаром, комахами, павуками і деякими плодами.